# Sinikiwe Mpofu
Sinikiwe Gava Mpofu (21 de febrero de 1985-7 de enero de 2023) fue una jugadora y entrenadora de críquet zimbabuense. Representó al equipo nacional femenino de cricket de Zimbabue en dos ediciones del Clasificatorio para la Copa Mundial Femenina de Críquet. Más tarde entrenó a Mountaineers y Southerns en el cricket nacional de Zimbabue.

## Infancia
Mpofu nació el 21 de febrero de 1985 en Bulawayo, Zimbabue. Creció en el suburbio de Njube, asistiendo a la escuela primaria Mtshede y a la escuela secundaria Mpopoma.

## Carrera
Mpofu apareció en el primer partido internacional oficial del equipo nacional femenino de cricket de Zimbabue en 2006, jugando junto a su compañera de clase de la escuela secundaria, Thandolwenkosi Mlilo. Era una jugadora diestra polivalente ya que bateaba y lanzaba con el brazo derecho. Comenzó su carrera nacional con Westerns con sede en Bulawayo, pero se mudó a Harare en 2007 para estudiar periodismo y luego se mudó a Northerns, y también se unió al Takashinga Cricket Club.
Representó a Zimbabue en el Clasificatorio para la Copa Mundial Femenina de Críquet de 2008 en Sudáfrica y el Clasificatorio para la Copa Mundial Femenina de Críquet de 2011 en Bangladés.

## Carrera de entrenador
Fue la primera jugadora de críquet de Zimbabue en hacer la transición a entrenadora. Entrenó al equipo femenino de Zimbabue Mountaineers. Durante su mandato, Mountaineers ganó el 2020-21 Fifty50 Challenge. En 2021, fue nombrada entrenadora en jefe del equipo femenino Southerns. Formó parte del cuerpo técnico de la selección nacional en el Clasificatorio para la Copa Mundial Femenina T20 de la ICC 2022 en los Emiratos Árabes Unidos, bajo la dirección del entrenador en jefe Gary Brent. También debía acompañar a la selección nacional femenina sub-19 a la Copa Mundial Femenina de Críquet Sub-19 de 2023 en Sudáfrica, pero apartó tras la muerte de su esposo.

## Vida privada y fallecimiento
Mpofu tuvo dos hijos con su esposo Shepherd Makunura, un entrenador profesional de cricket, quien murió en diciembre de 2022 luego de una larga enfermedad. Murió el 7 de enero de 2023 a la edad de 37 años, menos de un mes después de la muerte de su esposo. Según los informes, colapsó en su casa en Masvingo y fue declarada muerta al llegar al hospital.